# Râca
Râca è un comune della Romania di 1 425 abitanti, ubicato nel distretto di Argeș, nella regione storica della Muntenia.
Il comune è formato dall'unione di 3 villaggi: Adunaț, Bucov e Râca.